# Плейнс (Монтана)
Плейнс (англ. Plains) — місто (англ. town) в США, в окрузі Сендерс штату Монтана. Населення — 1106 осіб (2020).

## Географія
Плейнс розташований за координатами 47°27′38″ пн. ш. 114°53′5″ зх. д. / 47.46056° пн. ш. 114.88472° зх. д. (47.460475, -114.884608).  За даними Бюро перепису населення США в 2010 році місто мало площу 1,54 км², з яких 1,54 км² — суходіл та 0,00 км² — водойми.

### Клімат
| Клімат : Плейнс              | Клімат : Плейнс | Клімат : Плейнс | Клімат : Плейнс | Клімат : Плейнс | Клімат : Плейнс | Клімат : Плейнс | Клімат : Плейнс | Клімат : Плейнс | Клімат : Плейнс | Клімат : Плейнс | Клімат : Плейнс | Клімат : Плейнс | Клімат : Плейнс |
| Показник                     | Січ.            | Лют.            | Бер.            | Квіт.           | Трав.           | Черв.           | Лип.            | Серп.           | Вер.            | Жовт.           | Лист.           | Груд.           | Рік             |
| Абсолютний максимум, °C      | 16,1            | 19,4            | 25,0            | 32,2            | 35,6            | 37,2            | 39,4            | 42,2            | 37,8            | 31,7            | 22,2            | 11,7            | 42,2            |
| Середній максимум, °C        | 1,7             | 5,0             | 10,6            | 15,6            | 20,6            | 25,0            | 30,0            | 30,0            | 23,3            | 15,0            | 5,6             | 0,6             | 15,3            |
| Середній мінімум, °C         | −6,1            | −5,6            | −2,8            | 0,0             | 2,8             | 6,7             | 8,3             | 7,2             | 3,3             | −0,6            | −2,8            | −7,2            | 0,3             |
| Абсолютний мінімум, °C       | −35,6           | −32,2           | −23,9           | −12,2           | −6,7            | −4,4            | −2,8            | −8,9            | −8,3            | −21,1           | −24,4           | −36,7           | −36,7           |
| Норма опадів, мм             | 41              | 41              | 25              | 36              | 51              | 43              | 25              | 28              | 33              | 43              | 56              | 53              | 475             |
| ---------------------------- | --------------- | --------------- | --------------- | --------------- | --------------- | --------------- | --------------- | --------------- | --------------- | --------------- | --------------- | --------------- | --------------- |
| Джерело: The Weather Channel |                 |                 |                 |                 |                 |                 |                 |                 |                 |                 |                 |                 |                 |

## Демографія
Згідно з переписом 2010 року, у місті мешкало 1048 осіб у 502 домогосподарствах у складі 256 родин. Густота населення становила 680 осіб/км².  Було 593 помешкання (385/км²).
Расовий склад населення:
| - 94,7 % — білих - 2,0 % — корінних американців - 0,5 % — азіатів - 0,2 % — чорних або афроамериканців |

До двох чи більше рас належало 2,5 %. Частка іспаномовних становила 2,4 % від усіх жителів.
За віковим діапазоном населення розподілялося таким чином: 21,1 % — особи молодші 18 років, 54,9 % — особи у віці 18—64 років, 24,0 % — особи у віці 65 років та старші. Медіана віку мешканця становила 47,2 року. На 100 осіб жіночої статі у місті припадало 90,9 чоловіків;  на 100 жінок у віці від 18 років та старших — 92,8 чоловіків також старших 18 років.
Середній дохід на одне домашнє господарство  становив 36 359 доларів США (медіана — 26 420), а середній дохід на одну сім'ю — 43 205 доларів (медіана — 41 607). За межею бідності перебувало 26,9 % осіб, у тому числі 37,1 % дітей у віці до 18 років та 21,4 % осіб у віці 65 років та старших.
Цивільне працевлаштоване населення становило 282 особи. Основні галузі зайнятості: мистецтво, розваги та відпочинок — 18,8 %, освіта, охорона здоров'я та соціальна допомога — 18,8 %, роздрібна торгівля — 12,1 %, публічна адміністрація — 9,6 %.